# Druga bečka škola
Druga bečka škola općeniti je naziv za skupinu skladatelja okupljenih oko Arnolda Schönberga: bili su to njegovi učenici i bliski suradnici koji su u prvoj polovici 20. stoljeća djelovali u Beču, gdje je Schönberg živio i poučavao u razdoblju od 1903. do 1925. godine. Njihovu glazbu isprva je karakterizirala postromantična proširena tonalitetnost, a kasnije – prema Schönbergovom vlastitom kreativnom razvoju – i potpuni kromatski ekspresionizam bez čvrstoga tonalitetnoga centra (često poznato kao atonalitetna glazba), te kasniji Schönbergov serijalizam, tj. dodekafonska tehnika.